# ديفيد رايت (متسابق يخت)
ديفيد رايت هو متسابق يخت كندي، ولد في 3 نوفمبر 1981.

## روابط خارجية
- دايفيد رايت على موقع الاتحاد الدولي للملاحة الشراعية (موقع جديد) (الإنجليزية)
- دايفيد رايت على موقع اللجنة الأولمبية الدولية (الإنجليزية)
- دايفيد رايت على موقع أوليمبيديا (الإنجليزية)
- دايفيد رايت على موقع اللجنة الأولمبية الكندية (الإنجليزية)